# Aleksej Chomjakov

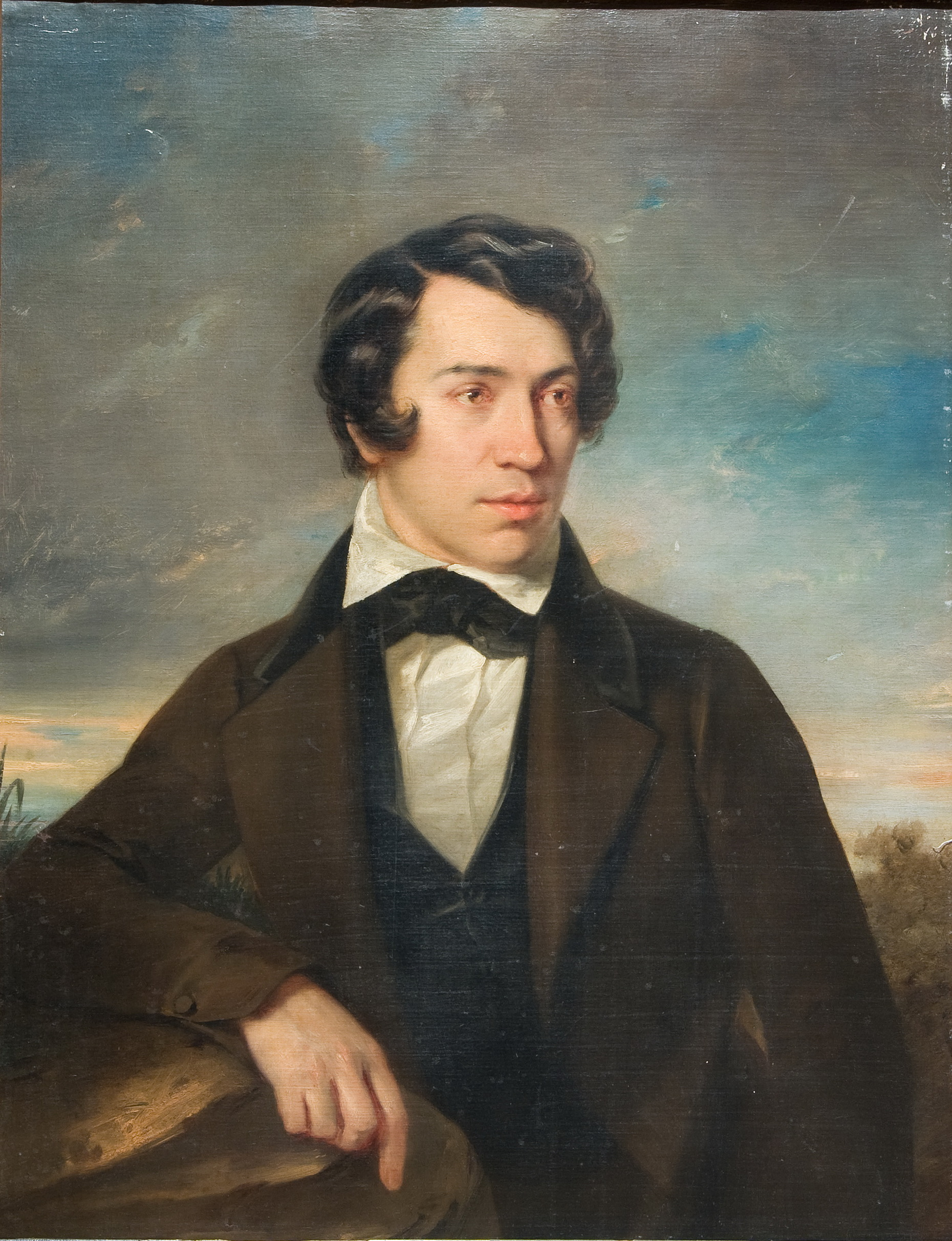
Aleksej Chomjakov (självporträtt)

Aleksej Stepanovitj Chomjakov (ryska: Алексей Степанович Хомяков), född 13 maj (gamla stilen: 1 maj) 1804 i Moskva, död 5 oktober (gamla stilen: 23 september) 1860, var en rysk författare.
Han inträdde först på den militära banan och deltog i rysk-turkiska kriget 1828-29 men tog avsked efter fredsslutet och ägnade sig helt åt litterär verksamhet. Hans dikter, som utkom 1844, är föga betydande men väckte uppseende genom sin patriotiska och panslavistiska tendens. Detsamma gäller om hans båda dramer Jermak (Sibiriens erövrare) och Den falske Dmitrij, där det västerländska inflytandet dock spåras. 
En ofantlig betydelse fick Chomjakov såsom en av det slavofila partiets ledare, som trodde på den västerländska kulturens undergång och det slaviska Rysslands framtida storhet. På 1840-talet publicerade han många skrifter av historisk och socialekonomisk art i "Moskvitjanin", men behandlade även filosofiska och teologiska frågor i rysk anda. Med sin energi och personliga oförvitlighet vann han erkännande, även av sina politiska motståndare, däribland Vissarion Belinskij och Aleksandr Herzen.
Chomjakov var gift med en syster till poeten Nikolaj Jazykov. Han invaldes 1857 i ryska vetenskapsakademien, där han publicerade bland annat en jämförande språkstudie om ryska och sanskrit.